# Villemagne
Villemagne (okzitanisch Vilamanha) ist eine französische Gemeinde mit 242 Einwohnern (Stand 1. Januar 2022) im Département Aude in der Region Okzitanien. Sie gehört zum Arrondissement Carcassonne und zum Kanton La Malepère à la Montagne Noire.

## Nachbargemeinden
Nachbargemeinden von Villemagne sind Saissac im Nordosten, Cenne-Monestiés im Südosten, Villespy im Südwesten und Verdun-en-Lauragais im Nordwesten.

## Bevölkerungsentwicklung
| Jahr      | 1962 | 1968 | 1975 | 1982 | 1990 | 1999 | 2013 |
| Einwohner | 254  | 215  | 208  | 223  | 192  | 211  | 280  |

## Persönlichkeiten
- Benoît d’Alignan († 1268), Bischof von Marseille, lebte in der Abtei Villemagne